# Словенково (Свідвинський повіт)
Словенково (пол. Słowenkowo, нім. Neugasthof) — село в Польщі, у гміні Славобоже Свідвинського повіту Західнопоморського воєводства.